# Katherine Castillo
Katherine Lineth Castillo Macías (nacida el 23 de marzo de 1996) es una futbolista panameña que juega como lateral derecho en Deportivo Cali en la Liga BetPlay Dimayor.

## Trayectoria

### SD Atlético Nacional
Comenzó a jugar en la Liga de Fútbol Femenino en el 2017 con el SD Atlético Nacional, salió campeona del torneo LFF 2017 y subcampeona de la LFF 2018.

### CD Universitario
En el 2019 fue anunciada como nueva jugadora del CD Universitario. saliendo campeona del Torneo Clausura 2019 LFF y del Torneo Apertura 2019 LFF.

### Tauro FC
En el 2020 fue anunciada como nueva jugadora del Tauro FC. Disputó el Torneo Edición 2020 (Liga de Fútbol Femenino)

### UAI Urquiza
El 26 de enero de 2021 fue anunciada como nueva jugadora del Club Deportivo UAI Urquiza.

### Tauro FC
A mitad del 2021 regresa al Tauro FC saliendo campeona del Torneo Clausura 2021 LFF, de la Liga de Fútbol Femenino 2022, y del Torneo Apertura 2023 LFF.

### Deportivo Cali
El 28 de enero de 2024, fue anunciada como nueva jugadora del Deportivo Cali.

## Selección nacional

### Categorías inferiores
Fue convocado por la selección sub-17 de Panamá para disputar el Campeonato Femenino Sub-17 de la Concacaf de 2012 donde disputó 2 partidos.

### Selección absoluta
Castillo apareció en cuatro partidos para Panamá en el Campeonato Femenino CONCACAF 2018. Disputó los Juegos Panamericanos de 2019 en Perú donde jugo 4 partidos, Preolímpico Femenino de Concacaf de 2020 donde jugó 3 partidos y anotó 1 gol, también disputó el Campeonato Femenino de la Concacaf de 2022 donde jugó 2 partidos. Formó parte del plantel que disputó la Copa Mundial Femenina de Fútbol de 2023 donde jugó 1 partido.

### Goles internacionales
| Goles internacionales | Goles internacionales    | Goles internacionales                              | Goles internacionales | Goles internacionales | Goles internacionales | Goles internacionales                |
| Núm.                  | Fecha                    | Lugar                                              | Rival                 | Gol                   | Resultado             | Competición                          |
| --------------------- | ------------------------ | -------------------------------------------------- | --------------------- | --------------------- | --------------------- | ------------------------------------ |
| 1                     | 4 de octubre de 2019     | Shell Energy Stadium, Houston, Estados Unidos      | Costa Rica            | 2-1                   | 6-1                   | Preolímpico de 2020                  |
| 2                     | 4 de septiembre de 2021  | Estadio Nacional, San José, Costa Rica             | Costa Rica            | 3-2                   | 3-2                   | Amistoso                             |
| 3                     | 17 de febrero de 2022    | Estadio Rommel Fernández, Ciudad de Panamá, Panamá | Barbados              | 5-0                   | 5-0                   | Campeonato de la Concacaf de 2022    |
| 4                     | 24 de septiembre de 2023 | Estadio Universidad Latina, Penonomé, Panamá       | Guatemala             | 1-1                   | 2-3                   | Clas. para la Copa Oro Femenina 2024 |

## Clubes
| Club                 | País      | Año         |
| -------------------- | --------- | ----------- |
| SD Atlético Nacional | Panamá    | 2017 - 2018 |
| CD Universitario     | Panamá    | 2019        |
| Tauro FC             | Panamá    | 2020        |
| CD UAI Urquiza       | Argentina | 2021        |
| Tauro FC             | Panamá    | 2021 - 2023 |
| Deportivo Cali       | Colombia  | 2024 - Act. |

## Palmarés

### Títulos nacionales
| Título           | Club                 | País   | Año    |
| ---------------- | -------------------- | ------ | ------ |
| Primera División | SD Atlético Nacional | Panamá | 2017   |
| Primera División | CD Universitario     | Panamá | 2019-C |
| Primera División | CD Universitario     | Panamá | 2019-A |
| Primera División | Tauro FC             | Panamá | 2021-C |
| Primera División | Tauro FC             | Panamá | 2022   |
| Primera División | Tauro FC             | Panamá | 2023-A |